# Razmnožavanje biljaka
Razmnožavanje biljaka svodi se na jednostavnu diobu stanice, fragmentaciju ili neko drugo odvajanje dijela tijela, koji će dati novu biljku. Tijekom evolucije biljaka došlo je do stvaranja posebnih specijaliziranih dijelova koji služe samo za razmnožavanje. Ti dijelovi tijela mogu biti jednostanični, pa se nazivaju spore jednim imenom, ili mogu biti višestanični dijelovi koji ponekad imaju vrlo složenu građu i nose različita imena, npr. sjemenke. Građa ovih tijela, koja su specijalizirana za reprodukciju, povezana je s njihovom funkcijom. Ovisno o karakteristikama rasplodnih dijelova, razmnožavanje može biti nespolno i spolno.
Dvije generacije: spolna (haploidna, gametofit), nespolna (diploidna, sporofit)
Dvospolni cvijet kritosjemenjača ima:
- lapovi i latice-ocvijeće cvijeta
- prašnici i tučak-spolni organi u kojima se razvijaju mikrospore i megaspore

- Prašnik je muški dio cvijeta

sastoji se od prašničkih niti i prašnice
prašnica ima 2 polutke a u svakoj od te 2 polutke su 2 peludnice
u peludnicama se nalazni mnoštvo diploidnih stanica iz kojih mejozom nastaju 4 haploidne mikrospore
mitozom se razvije muški gametofit
nakon 1. mitoze nastaju 2 jezgre, tj. stanice: vegetativna i generativna
tek tada je peludno zrnce spremno za oprašivanje
- Tučak je ženski dio cvijeta

sastoji se od plodnice, vrata i njuške
u plodnici se nalaze sjemeni zameci
iz sjemenih stanica diploidna se stanica djeli mitozom na 4 haploidne stanice od kojih 3 propadaju, a ona 4. koja nije propala je MEGASPORA
mitozom se megaspora razvija u ženski gametofit
- Megaspora ima 1 haploidnu jezgru, ali nakon što ta jezgra prođe kroz 3 mitoze, megaspora ima 8 jezgara koje se podijele u 3 skupine: 2 skupine, od po 3 jezgre svaka, nalaze se na suprotnim krajevima stanice, a 2 preostale jezgre se nalaze u sredini i stope se u sekundarnu jezgru. Središnja jezgra je jedna od ovih najvećih skupina, a ostale jezgre sudjeluju u oplodnji.

Megaspora sa svojih 8 jezgara čini ženski gametofit.
jajna stanica tučka kad sazrije - otvara se cvjetni pup i ljepljiva njuška tučka spremna je za prihvaćanje peludnih zrnaca ili oprašivanje
posebne molekule na površini peludnog zrnca i na njušci tučka djeluju kao znakovi za raspoznavanje zrnca vlastite biljne vrste
- ista biljna vrsta= peludno zrnce+tučak= klijanje

kod peludnog zrnca se vegetativna stanica razvije u cjevastu peludnu mješinicu
- tijekom klijanja peludnog zrnca generativna se stanica djeli na 2 spermalne stanice

jedna od njih oplodi jajnu stanicu i nastaje diploidna zigota iz koje se razvija klica (embrio)
druga od njih se stopi sa sekundarnom jezgrom megaspore pa nastaje triploidna stanica i razvija se hranidbeno staničje = endsperm
Oplodnja cvjetanjača potiče četiri istodobna procesa: 
- razvitak endosperma-hrani klicu

brze mitoze u endospermu omogućuju da se hranidbeno tkivo razvije prije klice
endosperm upija hranidbene tvari iz drugih dijelova biljke te zaliha hrane u endospermu ommogućuje razvitak biljke 
- razvitak klice

zigota okružena endospermom djeli se na 2 stanice: klica i staničje koje učršćuje klicu i prenosi hranu do nje
- razvitak sjemenke

razvijena se sjemenka sastoji od klice, hranidbenog područja (endosperma) i sjemene lupine
zaliha hrane može biti: škrob, šećer, ulja, aminokiseline, propteini
- oblikovanje ploda oko sjemenke

sjemenka je nastala iz sjemenog zametka
plod je nastao iz plodnice tučka